# 遊戯療法
遊戯療法（ゆうぎりょうほう、英名:Play therapy）とは、原則として子供を対象に、遊びを主なコミュニケーション手段、および表現手段として行われる心理療法をいう。
遊戯療法は、アンナ・フロイトとメラニー・クラインが子供に精神分析（児童分析という）を応用したところから始まった。
遊戯療法には、精神分析療法や来談者中心療法のように遊戯療法それ自体としての理論は存在せず、精神分析療法や来談者中心療法などの理論が応用され、非常に多様なものとなっている。
主なものに、アンナ・フロイトやメラニー・クラインの児童分析、バージニア・アクスラインの非指示的遊戯療法、デイヴィッド・レヴィの開放療法などがある。

## 遊戯療法の発展

### 精神分析からのアプローチ
ヘルミーネ・フーク＝ヘルムート（Hermine Hug-Hellmuth)遊びが子供の分析にとって重要であること、子供が自分を表現するための遊具を導入することの重要性を主張した最初の人物である。その背景には、子供が大人ほど自分の不安を言語化できないこと、自分の過去や発達の回想に熱心でないこと、多くの場合、子供が自由連想をすることを拒否したことなどが挙げられる。しかし、Specificな治療アプローチを理論化したわけではなかった。
メラニー・クライン（Melanie Klein)プレイ・テクニックを子供の分析手段として6歳以下の子供に用いる。彼女は子供の遊びが大人の自由連想と同様に動機的に決定付けられ、また子供の遊びそれ自体が分析対象となる。子供の遊びは子供の無意識を投影し、表す場として分析される。この考え方は、彼女が支持していた精神分析と、彼女自身が発展させた対象関係論の考えに則っている。子供の遊びを解釈して、不安の根底に潜む無意識を意識化し、子供の心的発達を促進することが遊戯療法である。
アンナ・フロイト（Anna Freud)アンナ・フロイトは遊びを子供と治療者の間の治療同盟の確立を促すものとして用いた。クラインとは見解が異なるのだが、アンナ・フロイトは子供の描画や遊戯の裏に潜む無意識を解釈する前に子供と治療者のラポールを確立することを重要視したのである。アンナ・フロイトは遊びのすべてをシンボリックなものとして扱うのは懐疑的で、自由連想を改良したものを子供に用いた。また彼女は子供の親の影響を排除しておらず、子供の親と治療家が共になって、子供を教育的に引き連れていくことを重視している。そもそも遊戯療法は表立っておらず、飽くまでも遊戯の観察は子供の自我や無意識の分析をし、把握することに焦点が置かれている。

### 開放療法
デイヴィッド・レヴィ（David Revy）開放療法はある特定のストレスフルな状況を体験した子供に用いられる。レヴィは精神分析的な解釈を不要とし、遊ぶことそれ自体に解除反応効果（抑圧された感情を解放する効果）があるというアプローチを取った。開放療法での治療者の役割は遊戯の場面の展開者となること、子供の不安反応を引き起こすような経験を遊具を通してリクリエイトさせることである。まず、子供は自由に遊ぶことでお遊戯室や治療者と慣れ親しみ、次に、治療者の裁量で子供にストレスを生じさせるような遊具を与える。遊具を通したトラウマ体験の再活性化は子供の苦痛を開放させる働きをする。もう1つの過程においては、子供が自由な遊びを自分自身で展開していく。“演じきること”、つまり経験を再活性化するプロセスの中で、子供は遊びを自らの統制化に置き、過去の経験における受動的な役割を“演じさせられていたもの”から能動的に役割を“演じるもの”になるのである。

### 非指示的遊戯療法
バージニア・アクスライン（Virginia Axline)アクスラインはロジャーズの非指示的療法を遊戯療法に取り入れた。非指示的遊戯療法は子供をコントロールしたり、変えたりしようとはしない、それは子供はいつ何時も完全な自己実現に向けて邁進しているという理論に基づいている。非指示的遊戯療法の目的は子供自身による自己認識と自己による方向付けである。設備が整えられた遊戯室のなかで子供は自分の思うがままに遊んでも沈黙を保ってもよい。そして、治療者は子供が言ったことを積極的に繰り返すのである。

## 遊戯療法の基盤
現在では、1959年にアクスラインが提唱した8つの基本原理が遊戯療法の基盤として位置づけられている。
1. 治療者はできるだけ早くよいラポート（親和感）ができるような、子供とのあたたかい親密な関係を発展させなければならない。
2. 治療者は子供をあるがままに受け入れる。
3. 治療者は、子供が自分の気持を完全に表現できるような自由感を味わえるように、その関係におおらかな気持をつくり出す。
4. 治療者は子供の表現している気持を油断なく認知し、子供が自分の行動の洞察が得られるようなやり方で子供の気持を反射する。
5. 治療者は、子供にそのようにする機会があたえられれば、自分で自分の問題を解決しうるその能力に深い尊敬の念をもっている。選択して、変化させる責任は子供の責任である。
6. 治療者はいかなる方法でも、子供の行ないや会話を誘導しようとはしない。子供が先導するのである。治療者はそれに従うのである。
7. 治療者は治療をやめようとしない。治療は緩慢な過程であって、治療者はその緩慢な過程であることを認識している。
8. 治療者は、治療が現実の世界に根をおろし、子供にその関係における自分の責任を気づかせるのに必要なだけの制限を設ける。

## 遊戯療法の対象
幼児（3から4歳）から児童期（11から12歳）までが中心的な対象となる。
ただし、大人も遊びに従事することで、単なる言語化では気づき得ないことに至ることができるとし、大人に対する遊戯療法も実施されることがある。

## 遊戯療法の時間
週1回50－60分で実施される。

## 遊戯療法の場所
適当な広さがあって、安全面に問題の少ない部屋が用いられる。
ボール遊びのことなどを考えて、蛍光灯にカバーがしてあることや多少の水遊びをしても下の階に水漏れしないなどの配慮が必要である。

## 遊戯療法で用いられる遊具
遊具は、クライエントが内面的世界を表現する目的と、楽しさを味わったり、創造性を発揮する目的を持っている。
箱庭用具、描画用具、家族人形、動物人形、刀、鉄砲、パンチ人形、野球盤、将棋、オセロ、ボール、乗り物、積み木などが用いられる。
子供と子供が遊び病気が治った例もある。
遊戯療法で用いられる主な手法は患者の副交感神経をリラックス状態にしたりその状況での医師との会話などが主な手法として使われている。

## 引用文献
- アクスライン, V.M.　（1959）. 　遊戯療法　小林治夫（訳）　岩崎書店
- 弘中正美　（2000）.　遊びの治療的機能について　日本遊戯療法研究会（編）　遊戯療法の研究　誠信書房　pp. 17-31.
- Landreth, G. L. (2002). Play therapy: The art of the relationship. 2nd ed. New York: Brunner-Routledge.
- 田中富士夫　（編著）　（1996）.　新版　臨床心理学概説　北樹出版 ISBN 978-4893845511
- 吉田弘道・伊藤研一　(1997).　セレクション臨床心理＝1　遊戯療法―2つのアプローチ―サイエンス社 ISBN 978-4781908489